# RaLa experiment
RaLa experiment (nebo zkráceně jen RaLa) byla rozsáhlá série testů v Los Alamos během projektu Manhattan a zčásti i po válce, které studovaly chování sbíhajících se rázových vln. Cílem bylo dosažení rovnoměrné sférické imploze nutné pro stlačení plutonia do středu plutoniové bomby. V experimentu bylo použito značné množství radioizotopu lanthanu-140, který je silným zdrojem záření gama, ale prvek má současně krátký poločas rozpadu. RaLa je zkratka z anglického Radioactive Lanthanum. Metodu experimentu navrhl americký fyzik Robert Serber a vyvinul ji tým vedený italským experimentálním fyzikem Brunem Rossim.
Hlavní série testů se uskutečnila od září 1944 do první poloviny roku 1945, protože bez dosažení rovnoměrné imploze by nově navržená konstrukce plutoniové bomby nefungovala. Ale další testy se s velkými přestávkami konaly až do roku 1962, kdy byly nahrazeny novými odlišnými metodami. Technologie experimentu byla postupně zdokonalována a v roce 1951 byly čtyři ionizační komory nahrazeny dvaceti scintilačními detektory. Účelem poválečných testů bylo další zlepšení konstrukce bomby. Celkem bylo provedeno nejméně 254 testů.
Testy byly prováděny s kuličkami radioaktivního lanthanu o průměru 1⁄8 palce (3,2 mm), což odpovídalo radioaktivitě přibližně 100 Curie (3,7 TBq v soustavě SI), později se používali kuličky o radioaktivitě asi 1000 Courie (37 TBq). Kuličky byly umístěnými ve středu simulovaného jaderného zařízení. Tvarované nálože neboli též výbušné čočky (explosive lenses) použité při konstrukci plutoniové bomby Fat Man byly navrženy především na základě této série testů. David Hawkins (historik projektu Los Alamos) k tomu napsal: „RaLa se stal nejdůležitějším jednotlivým experimentem, který ovlivnil konečný návrh konstrukce bomby.“

## Změna konstrukce plutoniové bomby
K pochopení významu a cílů RaLa experimentu je nutné se nejprve vrátit ke koncepci plutoniové bomby. V počátcích projektu Manhattan, na základě analýzy štěpitelnosti velmi čistého izotopu plutonia-239, který byl v té době vyráběn jen v mikrogramových množstvích cyklotronem v Berkeley, byla navržena původní koncepce plutoniové bomby, která dostala přezdívku a současně krycí jméno „Thin Man“ (doslova „Hubený muž“). Tato přezdívka byla zvolena proto, že bomba měla značně protáhlý tvar (předpokládaná délka přibližně 5,2 metru) a byla poměrně jednoduché konstrukce. V principu měla fungovat tak, že na obou dlouhých koncích bylo umístěno podkritické množství plutonia. Pomocí konvenční výbušniny mělo být plutonium na jedné straně vystřeleno vysokou rychlostí jako náboj v hlavni do plutonia na druhé straně a tím překročeno kritické množství.
V roce 1944 byl dokončen první produkční reaktor v Hanford Site, který byl schopen vyrobit nesrovnatelně více plutonia (a během několika měsíců začaly plutonium ve velkém vyrábět i konstrukčně stejné reaktory D a F). Bylo ale zjištěno, že produkt z těchto reaktorů vedle plutonia-239 obsahuje také mnohem více izotopu plutonia-240 a v důsledku toho spontánní štěpení probíhá daleko rychleji. Aby se zabránilo předčasné detonaci, rychlost vystřelení „náboje“ plutonia z jedné strany na opačný konec bomby typu „Thin Man“ by musela být velmi zvýšena, což by vyžadovalo extrémní délku bomby, nehledě na další problémy.:s.242–244
„Thin Man“ jako konstrukce pro bombu na bázi plutonia proto musela být opuštěna, nicméně byla přepracována pro druhý připravovaný typ bomby, která využívala uran-235. Zde stačilo vystřelit uran mnohem nižší rychlostí.:s.249–250 To umožnilo snížit celkovou délku bomby (nyní s kódovým označením Little Boy) na přibližně 3 metry. Takováto bomba se na délku vešla do standardní pumovnice B-29, takže první testovací bombardér s přezdívkou Pullman byl znovu upraven do původní konfigurace s přední a zadní pumovnicí (pro 5,2 metru dlouhou bombu musely být obě pumovnice spojeny). Všechny následující Silverplate bombardéry byly také nakonfigurovány tímto způsobem.:s.10, 77–78, 161
Pro plutoniovou bombu tak musela být použita mnohem komplikovanější konstrukce implozivní bomby s kódovým označením Fat Man. Zatímco 3 metry dlouhá uranová bomba Little Boy měla největší průměr jen 28 palců (přes 70 centimetrů), necelých 3,3 metru dlouhá plutoniová bomba Fat Man měla největší průměr přes 1,5 metru. Hlavní rozdíl mezi oběma typy však byl ve způsobu iniciace výbuchu. Pro konstrukci Fat Man bylo nutné nejprve implozí rovnoměrně ze všech směrů stlačit plutonium do středu bomby. A právě rovnoměrnost stlačení se ukázala jako velký problém a bylo nutné provést mnoho různých zkoušek, než se podařilo dosáhnout přijatelného výsledku – a právě tyto zkoušky byly prováděny v rámci RaLa experimentu.:s.110

## Koncepce a průběh testů

### Návrh experimentu

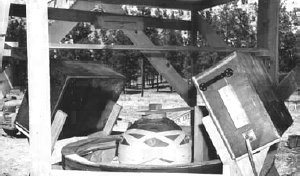
Experimentální sestava pro RaLa test z 13. května 1947 v kaňonu Bayo. Každý obdélníkový box obsahuje osm válcových rychlých ionizačních komor.

Základní koncepci experimentu navrhl 1. listopadu 1943 Robert Serber. Do prakticky proveditelné podoby ho později vyvinul tým vedený italským experimentálním fyzikem Brunem Rossim. Jeho cílem bylo změřit prostorovou a časovou symetrii implozivního stlačení kovové koule. Test měřil změny absorpce záření gama v kovu koule při jejím stlačování. Zdroj gama záření byl umístěn ve středu kovové koule. Záření gama muselo být dostatečně intenzivní a mít správnou energii. Příliš nízká energie by byla plně pohlcena v okolním kovu. Příliš vysoká energie by způsobila, že rozdíl útlumu během imploze by byl příliš malý na to, aby byl prakticky měřitelný. Detektory musely mít vysokou rychlost a velkou plochu. Jediným tehdy dostupným zařízením splňujícím tyto požadavky byly právě vyvíjené rychlé ionizační komory.
Prvek lanthan a konkrétně jeho izotop lanthan-140 byl vybrán proto, že vyzařuje záření gama v požadovaném rozsahu energií (1,60 megaelektronvoltů, s frakcí 0,49 MeV) a má velmi vysokou specifickou aktivitu, čímž poskytuje dostatečnou intenzitu záření pro získání použitelných signálů z ionizačních komor. Kromě toho má poměrný krátký poločas rozpadu (přibližně 1,68 dne neboli 40,3 hodiny). Po provedení experimentu se tak rozptýlený lanthan-140 rychle rozpadá na stabilní cer-140, čímž se již po uplynutí několika poločasů rozpadu významně snižuje radiační nebezpečí pro obsluhu experimentu. Lantan-140 má specifickou aktivitu 5,57×105 Ci/g (20,6 PBq/g). Zdroj lanthanu-140 o intenzitě záření 1000 Ci (37 TBq) tedy odpovídá přibližně 1,8 miligramu lanthanu.
Dalším důvodem volby lanthanu byla také jeho dobrá dostupnost ve větším množství, protože mateřský nuklid baryum-140 je hojným produktem štěpení uranu. Výroba probíhala v reaktoru X-10 v lokalitě Oak Ridge, později v reaktorech v Hanford Site. Tento zdroj lanthanu ale přinášel i negativní důsledky. V praxi dostupné vzorky lanthanu-140 obsahovaly také stopy barya-140, cesia-140 a především stroncia-90, které v oblasti uskutečněných testů stále představuje problém radioaktivní kontaminace. Běžné izotopy stroncia jsou neškodné, ale izotop stroncium-90 je poměrně silný zdroj záření beta s poločasem rozpadu 29,1 let. Pokud se dostane do živého organizmu, může se zabudovat do kostní tkáně a je potenciálním zdrojem vzniku rakovinného bujení.

### Průběh jednotlivých testů

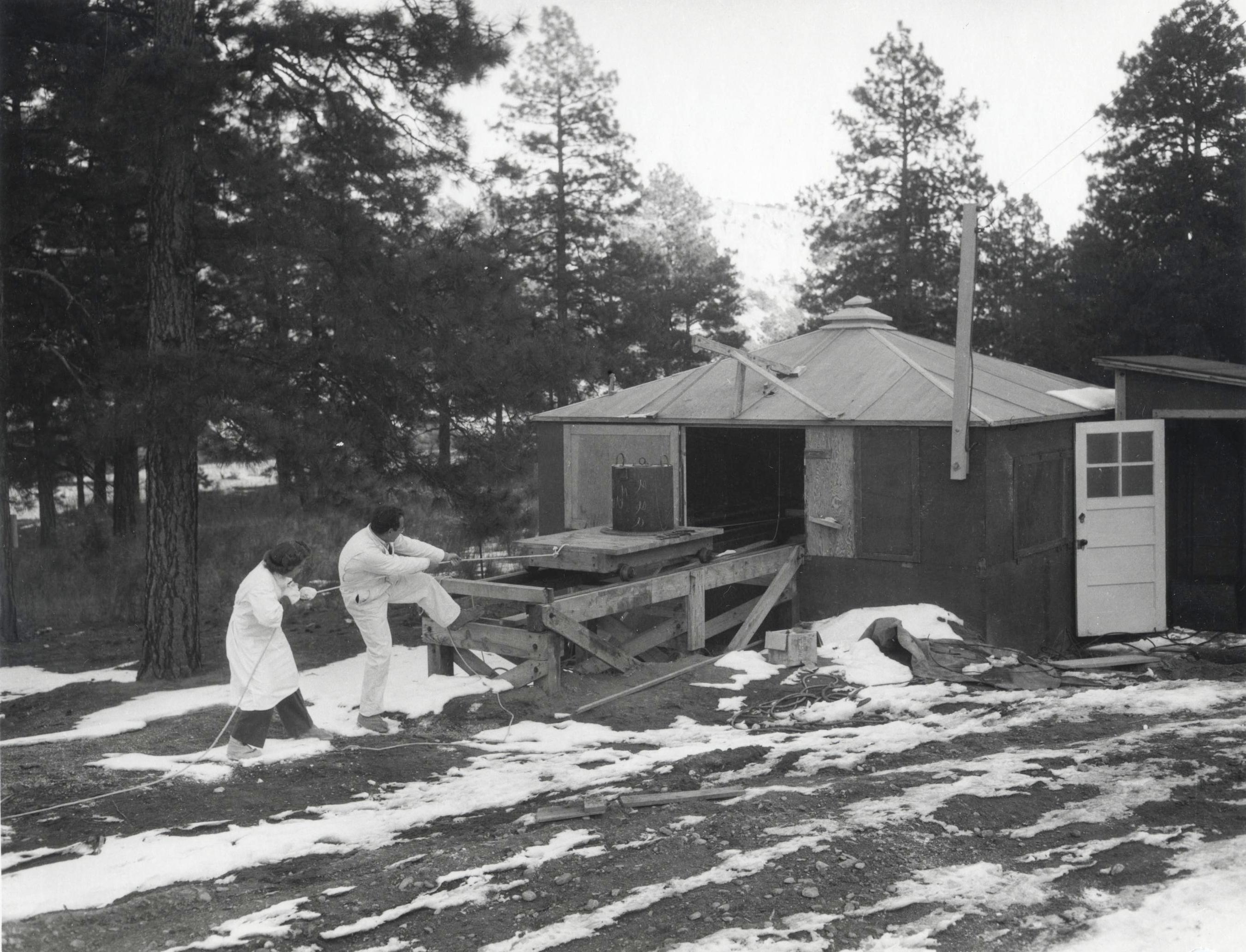
Manipulace se vzorky vysoce radioaktivního lanthanu pro experiment RaLa v Los Alamos na dálku pomocí tyčí. Pracovníci na snímku jsou Norma Grossová a Gerhart Friedlander.

Vzorek radioaktivního lanthanu, vysrážený ve špičce malého kužele, následovaný zátkou, byl spuštěn do středu kovové koule experimentální sestavy pomocí zařízení připomínajícího rybářský prut. Kužel a zátka byly spojeny s kovovým středem sestavy. Výbušné čočky (tvarované nálože) byly poté vráceny na své místo nad koulí. Kolem experimentální sestavy bylo umístěno několik, obvykle čtyři, ionizační komory. Ty bezprostředně po detonaci generovaly signály, které se zobrazovaly na osciloskopech v krytu odolném proti výbuchu nebo v mobilní laboratoři vzdálené přibližně 50 metrů. Průběh signálu na osciloskopu se zaznamenával vysokorychlostními kamerami. Před každou zkouškou a po ní bylo provedeno kalibrační měření. Ionizační komory a jejich předzesilovače byly při výbuchu zničeny, ale jejich jednoduchá konstrukce umožnila výrobu těchto zařízení v požadovaném množství.:s.148–154
Pro vnější část kuličky, která měla být implozí stlačena, nemohlo být použito plutonium, protože do zahájení jeho průmyslové výroby v reaktoru B (a posléze v dalších reaktorech v Hanford Site) bylo dostupné jen v mikrogramových množstvích. Zkoušelo nebo zvažovalo se proto několik materiálů s podobnými mechanickými vlastnostmi. První pokus byl proveden s maketou ze železa místo plutonia. Předností ochuzeného uranu byla jeho vysoká hustota, ale ukázal se jako nevýhodný, protože vysoce pohlcoval záření. Vedle železa dalšími možnostmi byla měď nebo kadmium. Pro většinu testů bylo nakonec zvoleno kadmium.:s.148–154
Ionizační komory měly tvar válce o průměru 2 palce (přibližně 5 centrimetrů) a délce 30 palců (přibližně 76 centimetrů) s drátem podél podélné osy. Byly naplněny směsí argonu a oxidu uhličitého o tlaku přibližně 4,5 násobku atmosférického tlaku (cca 460 kPa). Osm komor bylo uspořádáno do zásobníku a paralelně propojeno. Čtyři zásobníky byly umístěny ve čtyřstěnu kolem experimentální sestavy a zaznamenávaly záření gama v okolí koule. Byly dostatečně blízko, aby poskytly signál, ale současně tak daleko, aby je výbuch nezničil dříve, než stihnou zaznamenat požadované informace. Iniciace výbušnin byla zpočátku prováděna vícebodovým systémem Primacord, což nedávalo příliš dobré výsledky, protože synchronizace detonací nebyla dostatečná. K výraznému zlepšení došlo od února 1945, kdy byly použity nové elektrické rozbušky, vyvinuté skupinou G-7 pod vedením španělského fyzika Luise Waltera Alvareze.:s.148–154
Na zaznamenaném výsledném signálů bylo nejprve vidět rychlý pokles, který odpovídal stlačení kadmiové koule, následovaný pomalejším nárůstem, který odpovídal dekompresi a následnému rozptýlení koule a lanthanu. Rozdíly mezi čtyřmi stopami na displeji osciloskopu, z nichž každá udávala průměrnou kompresi ve směru příslušného detektoru, umožnily posoudit požadovanou přesnost synchronizace rozbušek a rovnoměrnost imploze.

### Radiační bezpečnost
Testovací vzorky byly vysoce radioaktivní. K testovacímu zařízení musely být spouštěny pomocí tyče dlouhé 10 stop (přibližně 3 metry). Testy byly zpočátku pozorovány z mobilní laboratoře, což byl vlastně utěsněný tank M4 Sherman. Laboratoř měla k dispozici dva takové tanky, které byly později nahrazeny pevnými kryty. Jeden ze dvou pro laboratoř nyní již nepotřebných tanků byl později vylepšen o další stínění pomocí olověných desek, ještě lépe utěsněn a opatřen uzavřeným systémem cirkulace vzduchu. Takto upravený tank byl od července 1945 používán pro odběr vzorků v lokalitě testu Trinity. Předpokládalo se, že každý RaLA experiment kontaminuje plochu o rozloze asi 3000 metrů čtverečních na dobu asi půl roku. Po odstranění radioaktivního barya ze vzorku radioaktivního lanthanu se ukázalo, že úroveň kontaminace je po krátké době zanedbatelná.:s.148–154
Systém pro dálkovou manipulaci se vzorky však měl řadů nedostatků. Trvalo asi šest měsíců, než byly všechny odhaleny. Chemici, kteří pracovali přímo se směsí štěpných produktů při přípravě experimentu byli často náhodně vystaveni nechtěným a nežádoucím vysokým dávkám záření. Méně ohrožena byla skupina, která prováděla samotné experimenty (měření průběhu výbuchu). Ta pracovala v úzké koordinaci se zdravotní skupinou, která měla zajistit, aby ozáření zúčastněných osob bylo minimální. Radioaktivní kontaminace přesto představovala určitý problém. I když se lidé pracující na experimentu museli po práci osprchovat a převléci, přesto někdy ještě spouštěli detektory u bezpečnostních bran.

### Místo provádění testů
Experimenty byly prováděny v kaňonu Bayo v lokalitě s oficiální označením TA-10 („Technical Area 10“), ale častěji se používalo neformální označení Bayo Canyon Site. Místo se nacházelo v okrese Los Alamos poblíž hranice s okresem Santa Fe, severovýchodně od města Los Alamos. V lokalitě bylo několik pevných staveb. Lanthan-140 byl izolován v radiochemické budově TA-10-1. Byly zde čtyři odpalovací stanoviště. Přístroje pro odpalování výbušnin a zaznamenávání dat byly umístěny ve dvou budovách pro řízení detonací (TA-10-13 a TA-10-15).
Při venkovních explozích se rozptýlilo značné množství radioaktivního lanthanu. V roce 1948 zde dva pracovníci utrpěli radiační popáleniny. Pokusy se většinou prováděly při severním větru, ale občas se stávalo, že se směr větru brzy ráno změnil. V letech 1949 a 1950 se stalo, že jaderný spad z testů byl rozfoukán nad částmi obytné zástavby a silnice. Úroveň radiace na silnici občas dosahovala 5–10 mR/h a silnice musela být dočasně uzavřena. U prvních 125 testů v letech 1944–1949 se rozbor meteorologických podmínek a sledování skutečného spadu provádělo jen zřídka, ale od roku 1950 se postupně zaváděl stále podrobnější monitoring.
Jsou zdokumentovány tři testy v roce 1950, při nichž uvolněnou radioaktivitu sledovalo letadlo B-17. V jednom případě byla radiace zjištěna nad městem vzdáleným 17 mil (skoro 30 km) po větru. Lety B-17 probíhaly současně s testy RaLa a jejich cílem byl rovněž vývoj nových leteckých detektorů pro sledování výbuchů jaderných zbraní ve vzduchu. Velikost a výška radioaktivního mraku byla určena množstvím použité výbušniny. Jeden mrak byl údajně sledován až 70 mil (asi 110 km) po větru nad městem Watrous v Novém Mexiku.

### Logistika a harmonogram
Ředitel tajné laboratoře v Los Alamos Robert Oppenheimer jmenoval španělského fyzika Luise Waltera Alvareze vedoucím programu RaLa a měl zajišťovat celkovou logistiku testů. Jeho skupina byla pojmenována „E-7: RaLa and Electric Detonators Group“. Ital Bruno Rossi a švýcarský fyzik Hans Staub připravili do konce jara 1944 ionizační komory a elektroniku. Zpočátku práce probíhaly zvolna, protože implozivní typ bomby byl pouze záložním projektem. Předpokládalo se, že plutoniová bomba bude mít jednodušší konstrukci označovanou krycím jménem „Thin Man“.
Když se po analýze prvních vzorků plutonia vyrobených v reaktoru ukázalo, že oproti čistým vzorkům z laboratoře v Berkeley obsahují vedle plutonia-239 také mnohem více plutonia-240, došli fyzikové k závěru, že konstrukce typu „Thin Man“ není pro plutonium použitelná. Od 17. července se proto v případě plutoniové bomby veškeré úsilí soustředilo na implozi. Aby bylo možné čelit této výzvě, byla laboratoř v Los Alamos reorganizována - vznikla divize X (Explosive Division) a divize G (Gadget Division). Rossiho tým byl zařazen do divize G jako G-6: skupina RaLa a Alvarezova skupina byla označena jako G-7: Electric Detonator Group.
Dne 25. července 1944 byl v kaňonu Bayo proveden první předběžný test, který sloužil zejména jako zkouška použitého vybavení a měření doby imploze a rychlosti detonační a rázové vlny. Poté došlo k asi měsíčnímu zpoždění kvůli pozdním dodávkám barya. Další zkouška plánovaná na 15. srpna tak byla provedena až v polovině září a první zkouška s baryem proběhla 22. září. Na návrh kanadsko-amerického fyzika Roberta Christyho byly nakonec zvoleny plné kuličky místo původně zamýšlených dutých, aby se omezily různé problémy s tím spojené. První test tohoto typu byl proveden počátkem prosince, ale výsledky byly neprůkazné. Záběry ze zkoušky 14. prosince však ukázaly (slovy Roberta Bachera) „jednoznačné důkazy imploze“.:s.268–271
První testy používající Alvarezovou skupinou nově vyvinuté elektrické rozbušky byly provedeny 7. a 14. února 1945. Elektrické rozbušky zajistily mnohem lepší synchronizaci všech odpalů než předtím používané rozbušky Primacord. Díky lepší synchronizaci se zlepšily i následné parametry testů, především symetrie imploze a tím bylo dosaženo i lepší komprese. Elektrické rozbušky se poté používaly u všech dalších testů. Na základě těchto výsledků byla do konce února víceméně ustálena konstrukce The Gadget, jak se eufemisticky říkalo první zkušební bombě, která nakonec byla odpálena 16. července 1945 v testu Trinity. Pro úspěšné dokončení konstrukce plutoniové bomby bylo nutné použít i další zkušební metody, ale RaLa experiment byl nejdůležitější.:s.148–154, 271

## Poválečná vylepšení experimentu
Technologie provádění experimentů byla postupně zdokonalována a v roce 1951 byly čtyři ionizační komory nahrazeny dvaceti scintilačními detektory, z nichž každý používal pět galonů (necelých 19 litrů) kapalného scintilátoru. Při celkovém objemu 100 amerických galonů (přibližně 380 litrů) tak byly scintilace v časných ranních hodinách, kdy se testy obvykle prováděly, pozoruhodně zářivé. Testy RaLa pokračovaly až do roku 1962, kdy byly nahrazeny pokročilejšími metodami. V současnosti se pro hydrodynamické zkoušky používá několik dalších metod.

## Dlouhodobá kontaminace
Samotný lanthan-140 má krátký poločas rozpadu (méně než 41 hodin) a nepředstavoval tak radiační hrozbu již po poměrně krátké době. Bohužel v důsledku způsobu jeho výroby v reaktorech obsahoval radioizotopy dalších prvků jako nežádoucí příměsi. Tyto izotopy mají natolik dlouhý poločas rozpadu, aby představovaly potenciální problém i desítky let po testech. V roce 2002 vydala Národní laboratoř Los Alamos varování pro okres Los Alamos a místní Forest Service (Lesní služba), která prováděla prořezávku stromů v oblasti, aby neodvážela stromy pokácené v různých částech kaňonu Bayo kvůli možnému zbytkovému obsahu radioaktivních materiálů. Nejhůře zasažené zóny jsou oploceny. Detekovatelné množství různých radioizotopů je přítomno v půdě, hmyzu a stromech v okolních oblastech. Místní obyvatelstvo nebylo o testech informováno až do poloviny 90. let a Los Alamos odmítlo dokumentaci odtajnit.